# Passant de Sant Andreu
El Passant de Sant Andreu és un passant, o gual, del terme municipal de Castellcir, a la comarca del Moianès.
És en el sector central-oriental del terme, al nord-oest de l'església parroquial de Sant Andreu de Castellcir, Cal Tomàs i la Rectoria Vella, en el lloc on el camí que uneix l'església vella amb el nucli principal actual del poble travessa el Tenes. Està situat també al nord-est de Can Gregori i Cal Jaumet.
L'antic pas a gual ha estat modernament substituït per un pas encimentat, per sota del qual discorren les aigües de la riera.